# Ryuji Michiki
Ryuji Michiki (n. 25 august 1973) este un fost fotbalist japonez.

## Statistici
| Japonia | Japonia | Japonia |
| An      | Meciuri | Goluri  |
| ------- | ------- | ------- |
| 1996    | 1       | 0       |
| 1997    | 3       | 0       |
| Total   | 4       | 0       |